# Tên lửa hành trình phóng từ tàu ngầm

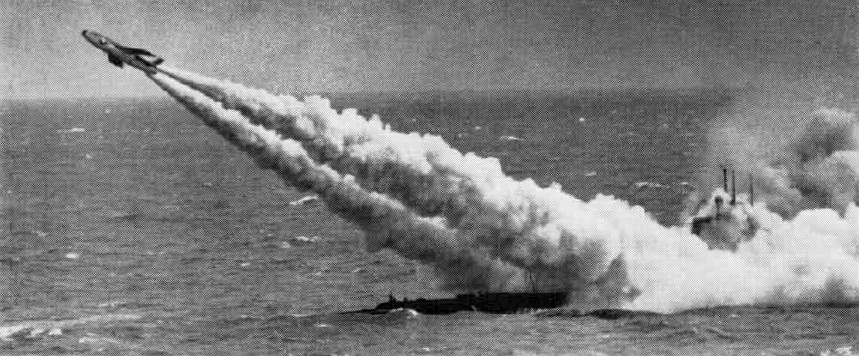
USS Tunny phóng tên lửa hành trình Regulus I năm 1958

Submarine-launched cruise missile (SLCM) hay tên lửa hành trình phóng từ tầu ngầm như tên gọi của nó, là loại tên lửa hành trình được phóng đi từ nền tảng phóng là tàu ngầm mang tên lửa hành trình. Hiện nay có hai loại tên lửa hành trình phóng từ tàu ngầm là tên lửa hành trình tấn công mặt đất land-attack cruise missiles (LACMs), với nhiệm vụ tấn công mục tiêu trên đất liền. Ngoài ra còn có tên lửa hành trình chống tàu Anti-ship cruise missiles (ASCMs). Đôi khi tàu ngầm được trang bị cả hai loại trên.

## Lịch sử ra đời
Hải quân Mỹ là người đầu tiên đã triển khai tên lửa hành trình Regulus lên các tàu ngầm của mình từ năm 1958 đến năm 1964 khi chuyển sang sử dụng tàu ngầm hạt nhân mang tên lửa đạn đạo (SSBN) Polaris trên vùng biển Thái Bình Dương. Từ năm 1981, Hải quân Mỹ tiếp tục trang bị cho các tàu ngầm tấn công của mình loại tên lửa chống tàu Harpoon. Trong khi đó Hải quân Liên Xô đã tiến hành chuyển đổi 13 tàu ngầm lớp Whiskey (Project 613) sang vai trò tàu ngầm tấn công trang bị tên lửa hành trình đối đất SS-N-3 Shaddock (П-5) cuối những năm 1950s (Whiskey Single Cylinder, Whiskey Twin Cylinder, Whiskey Long Bin).
Đến khi Liên Xô bắt đầu trang bị tàu ngầm mang tên lửa đạn đạo SLBM vào cuối những năm 1960s, tên lửa Shaddock đã được rút ra khỏi trang bị và phiên bản tên lửa chống tàu được sử dụng để thay thế nó. Các tàu ngầm lớp Echo và Tàu ngầm Đề án 651 của Hải quân Liên Xô vào những năm 1960s có vũ khí trang bị gần tương đương nhau, với việc tàu ngầm lớp Echo I được chuyển đổi sang tàu ngầm tấn công vì chúng không có radar dẫn hướng cho tên lửa chống tàu. Tên lửa SS-N-3 ASCM được thay thế bằng tên lửa SS-N-12 (P-500). Sau này, tàu ngầm lớp Charlie và lớp Oscar được thiết kế để trang bị tên lửa chống tàu SS-N-9 (P-120) và P-700 Granit có tầm bắn lớn hơn nhiều. Hiện tại chỉ còn tàu ngầm lớp Oscar còn được sử dụng trong Hải quân Nga. Năm 1990, có báo cáo rằng Hải quân Liên Xô đang triển khai từ 50 đến 300 tên lửa SLCM. Các mẫu tàu ngầm lớp Akula và Severodvinsk hiện đại hơn của Nga được trang bị tên lửa hành trình phóng từ tàu ngầm SS-N-21 (S-10).
Bốn tàu ngầm SSBN lớp Ohio của Hải quân Mỹ giữa những năm 2000s đã được chuyển đổi sang tàu ngầm mang tên lửa hành trình, với mỗi chiếc có khả năng phóng lên tới 144 tên lửa hành trình Tomahawk từ các giếng phóng SLBM đã được sửa đổi, ngược lại với tàu ngầm tấn công thường phóng tên lửa hành trình qua ống phóng ngư lôi. Tàu ngầm phóng tên lửa hành trình có lợi thế hơn tàu chiến mặt nước mang tên lửa hành trình ở chỗ hoạt động bí mật và bất ngờ phóng tên lửa ngay cả khi chúng còn đang lặn. Tomahawk được triển khai trên tàu ngầm bắt đầu từ năm 1983, nguyên bản có cả phiên bản LACM và ASCM nhưng phiên bản ASCM đã được rút khỏi trang bị từ năm 1990.
Trong khi đó tên lửa hành trình cận âm S-10 Granat được phát triển bời NPO Novator từ thời Liên Xô vẫn được cho là đang còn trong biên chế của Hải quân Nga dù không được triển khai. Tháng Mười năm 2015, Nga đã tiến hành phóng tên lửa hành trình tầm xa Kalibr (Klub) từ tàu chiến cỡ nhỏ trên biển Caspi vào mục tiêu tại Syria; đến tháng Mười hai, một vài tên lửa hành trình 3M14K trong hệ thống Kalibr-PL đã được phóng đi từ tàu ngầm Kilo cải tiến B-237 Rostov-on-Don từ biển Địa Trung Hải. Việc Nga triển khai tên lửa hành trình Kalibr, tầm bắn xa, bay ở quỹ đạo thấp, có khả năng mang đầu đạn thông thường hoặc hạt nhân, có khả năng tấn công mặt đất, chống tàu và chống ngầm, được cho là đã thay đổi cán cân quân sự tại châu Âu và thách thức hệ thống phòng thủ tên lửa NATO đang được hình thành tại châu Âu.

## Danh sách các loại tên lửa hành trình phóng từ tàu ngầm
Specific types of SLCMs (current, past and under development) include:
Danh sách này không đầy đủ, bạn cũng có thể giúp mở rộng danh sách.
 United States of America
- SSM-N-8 Regulus
- SSM-N-9 Regulus II
- BGM-109 Tomahawk
- NEPAL

/ Russia
- S-10 (GRAU-index 3K10)(SS-N-21 'Sampson')
- P-5 Pyatyorka
- P-500 Bazalt
- P-700 Granit
- P-800 Oniks (P-800 Bolid)
- P-1000 Vulkan
- 3M22 Zircon
- 3M-51 Alfa
- 3M-54 Kalibr

 India
- BrahMos[7][8][9][10]
- NGSLCM

 Iran
- Jask-2

 Pakistan
- Babur III[11]

 Israel
- Popeye Turbo SLCM[12]

 Republic of Korea
- Hyunmoo-3 (Cheonryong)[13][14]

 France
- MdCN

/ France/UK
- FMAN/FMC / FC/ASW